# Metropolia del Priamur'e

Localizzazione del territorio di Chabarovsk.

La metropolia del Priamur'e (in russo Приамурская митрополия?) è una delle province ecclesiastiche che costituiscono la Chiesa ortodossa russa.
Istituita dal Santo Sinodo il 6 ottobre 2011, comprende l'intero territorio di Chabarovsk nel circondario federale dell'Estremo Oriente.
È costituita da 4 eparchie:
- Eparchia di Chabarovsk
- Eparchia dell'Amur
- Eparchia di Vanino
- Eparchia di Nikolaevsk-na-Amure

Sede della metropolia è la città di Chabarovsk, il cui eparca ha il titolo di "Metropolita Chabarovsk e del Priamur'e".